# Swetlana Jurjewna Sacharowa

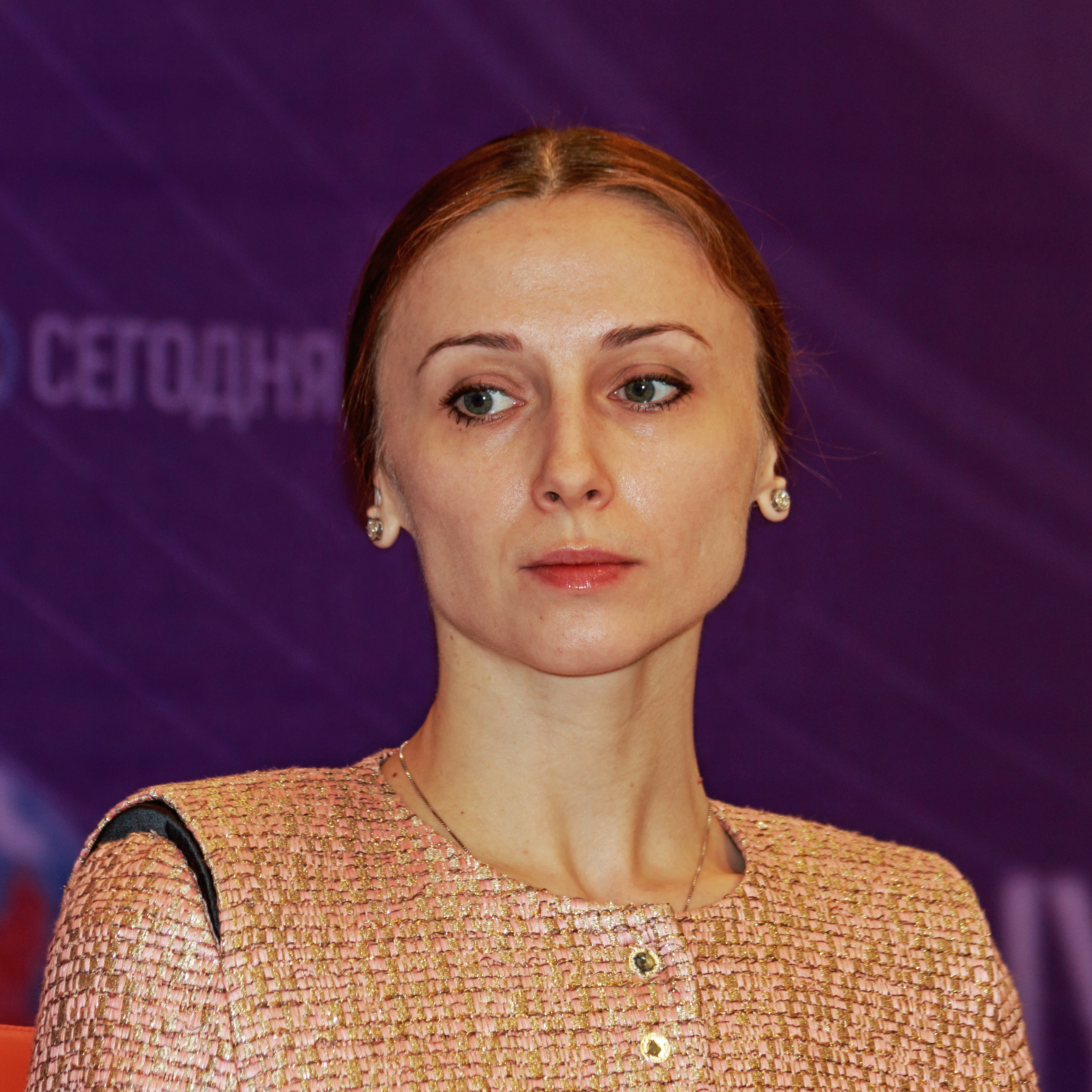
Swetlana Sacharowa (2015)

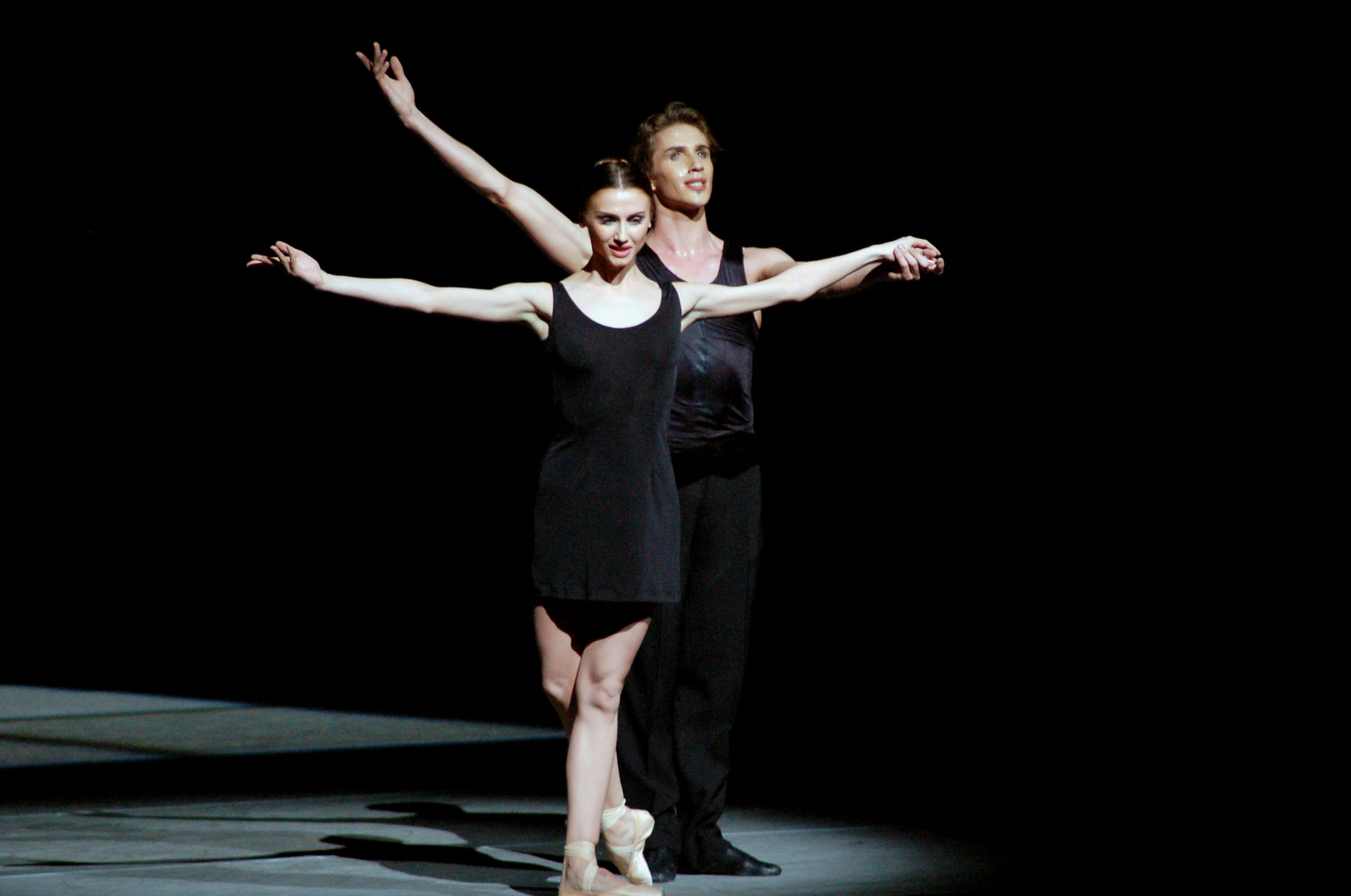
Swetlana Sacharowa und Andrej Merkurjew («Mittleres Duett», 2006)

Swetlana Jurjewna Sacharowa (russisch Светлана Юрьевна Захарова, meist Svetlana Zakharova transkribiert; * 10. Juni 1979 in Luzk) ist eine russische Balletttänzerin. Sie gilt neben Sylvie Guillem und Diana Wischnjowa als eine der bekanntesten und höchstbezahlten Tänzerinnen der Gegenwart.

## Leben
Sacharowa begann mit sechs Jahren Unterricht in Volkstanz zu nehmen. Mit zehn Jahren begann sie ihre Ballettausbildung an der Choreografischen Schule Kiew.
Nachdem sie 1995 den 2. Preis auf dem Internationalen Wettbewerb für Junge Tänzer St. Petersburg gewonnen hatte, wurde sie in die Absolventenklasse der Waganowa-Akademie St. Petersburg aufgenommen. Schon als Schülerin tanzte sie Solorollen in den Ballettvorstellungen des Mariinski-Theaters.
Im Juni 1996 wurde sie nach ihrem Abschluss in das Mariinski-Ballett aufgenommen. Im folgenden Jahr wurde sie zur ersten Solistin ernannt. 2003 nahm Sacharowa das schon lange ausstehende Angebot des Bolschoi-Balletts in Moskau an und wurde dort erste Solistin.
Sacharowas Repertoire umfasst nahezu sämtliche großen Werke der klassischen und modernen Ballettgeschichte. Besonders bekannt ist sie für ihre Gelenkigkeit, was oft Vergleiche mit Sportlerinnen aus der Rhythmischen Sportgymnastik herbeiführt.
Swetlana Sacharowa ist mit dem russischen Violinisten Vadim Repin verheiratet. 2010 zog sie sich etwas zurück, weil sie schwanger wurde. Am 17. Februar 2011 bekam sie eine Tochter, Anna.

## Preise und Ehrungen

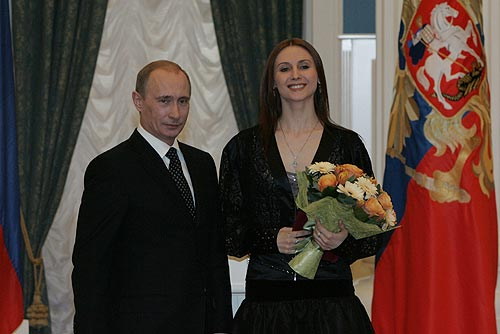
Sacharowa mit Wladimir Putin bei der Verleihung des Preises Künstler des Russischen Volkes, Moskau, 29. April 2008

- 1995: Internationaler Wettbewerb für Junge Tänzer St. Petersburg (2. Preis)
- 1999: Goldene Maske für Serenade
- 2000: Goldene Maske für Dornröschen
- 2001: Bürgerpreis der Stadt St. Petersburg
- 2005: Ehrenkünstlerin von Russland
- 2005: Prix Benois de la Danse für Ein Sommernachtstraum
- 2007: Staatspreis der Russischen Föderation für außergewöhnliche Leistungen im Ballett
- 2008: Volkskünstler Russlands
- 2010: Offizier des Ordre des Arts et des Lettres

## Filmografie
- The Kirow celebrates Nijinsky (Ballettproduktion des Kirow-Balletts)
- Giselle (Ballettproduktion der Mailänder Scala)
- Schwanensee (Ballettproduktion der Mailänder Scala)
- La Bayadère (Ballettproduktion der Mailänder Scala)
- La fille du Pharaon (Ballettproduktion des Bolschoi Balletts)
- "Schwanensee" (Ballettproduktion des Bolschoi Balletts)